# (35364) Donaldpray
(35364) Donaldpray (1997 UT) – planetoida z grupy pasa głównego asteroid okrążająca Słońce w ciągu 3,38 lat w średniej odległości 2,25 j.a. Odkryta 21 października 1997 roku.